# فرودگاه والکر
فرودگاه والکر  (به انگلیسی: Walker Airport)  یک فرودگاه خصوصی   است که یک باند فرود چمن دارد و طول باند آن ۵۳۱ متر است. این فرودگاه در  کشور ایالات متحده آمریکا قرار دارد و در ارتفاع ۱۷۶ متری از سطح دریا واقع شده است.